# 倉塚平
倉塚 平（くらつか たいら、1928年11月1日 - 2011年5月）は、日本の宗教学者、政治思想史学者。明治大学名誉教授。

## 来歴
広島県に生まれる。1952年東京大学法学部卒業。明治大学助手、助教授、政経学部教授を勤め1998年定年退職、名誉教授。
はじめ宗教思想を研究、政治思想史にも関心を示し、1968-1969年西ドイツ・ミュンスター大学に留学、1984年に女性史研究家の妻・倉塚曄子と死別。『ユートピアと性』は米国のオナイダ・コミュニティの詳細なレポートである。2011年没、享年82。

## 著書
- 異端と殉教 筑摩書房 1972
- ユートピアと性 オナイダ・コミュニティの複合婚実験 中央公論社叢書 1990　2015　中公文庫

編纂
- 宗教改革と都市 中村賢二郎共編 刀水書房 1983
- 白智鳥 回想の倉塚曄子 私家版 1986

## 翻訳
- 人間と社会 カルヴァンの倫理による ビエレール 新教出版社新書 1964
- 宗教改革 ローランド・H.ベイントン 田中真造共訳 弘文堂 1966
- プロテスタンティズムの生誕 アンリ・オゼール 未來社 1966
- カール・マルクス その生涯と環境 アイザイア・バーリン 第3版 小箕俊介共訳 中央公論社 1974
- 千年王国の惨劇 ミュンスター再洗礼派王国目撃録 ハインリヒ・グレシュベック 平凡社 2002